# Raki (fraszka)
Raki – fraszka autorstwa Jana Kochanowskiego, w której każdy wers czytany wspak ma przeciwstawne znaczenie do czytanego z lewej do prawej (są to tak zwane raki). Utwór ten został opublikowany po raz pierwszy w zbiorze Fraszki, w 1584 roku, nakładem Drukarni Łazarzowej.